# 1411 هـ
1411 هـ هي سنة في التقويم الهجري امتدت مقابلةً في التقويم الميلادي بين سنتي 1990 و1991.

## أحداث
- إنهاء الغزو العراقي للكويت.

## مواليد
- شهد (ممثلة)
- عبد المجيد الفوزان

## وفيات
- أحمد قبازرد
- أسرار القبندي
- أحمد عبد الغفور عطار
- إبراهيم هاشم الندوي
- بهاء الدين أكرمي الندوي
- ذو النون الشهاب
- سجاد حسين
- شهاب الدين المرعشي النجفي
- صابرة أيدمير
- عباس مقادمي الثبيتي
- غاليه التركيت
- عبد اللطيف الشهابي
- محمد إبراهيم بن أحمد الكتاني
- محمد صيام
- مهدي أخوان ثالث
- تونكو عبد الرحمن
- شهاب الدين النجفي المرعشي
- محمد توفيق بن أحمد سعد